# Almgallblomfluga
Almgallblomfluga (Heringia heringi) är en tvåvingeart som först beskrevs av Zetterstedt 1843.  Almgallblomfluga ingår i släktet gallblomflugor, och familjen blomflugor.
Artens utbredningsområde är Sverige. Enligt den finländska rödlistan är arten nära hotad i Finland. Arten är reproducerande i Sverige. Artens livsmiljö är skogar. Inga underarter finns listade i Catalogue of Life.